# 根斯巴克陨石坑

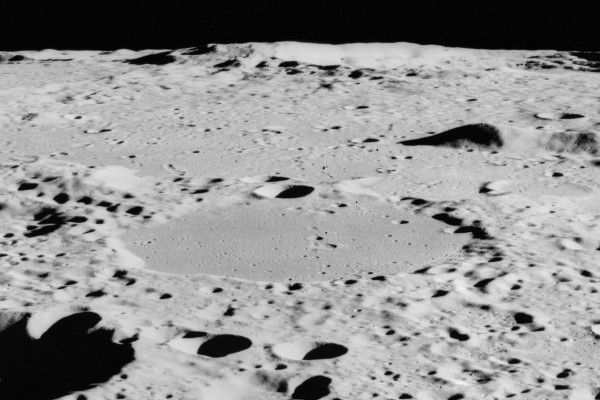
阿波罗15号拍摄的南向斜视图

根斯巴克陨石坑(Gernsback)是月球背面位于东海东北区的一座大撞击坑，其名称取自卢森堡裔美国发明家、作家、杂志出版商雨果·根斯巴克(1884年-1967年)，1970年被国际天文学联合会正式批准接受。

## 描述
该陨坑西侧毗邻阿贝尔环形山；西北偏北靠近唐纳环形山；帕克赫斯特环形山位于它的东北；
南面横亘着兰姆环形山；而它的西南偏南和西南分别坐落着詹纳环形山和古姆环形山，该陨坑的中心月面坐标为36°32′S 99°32′E / 36.53°S 99.53°E，直径47.2公里，深度为2.3公里。
根斯巴克陨石坑外观呈多边形状，坑内已被熔岩淹没，形成一处平坦，且反照率较周边更低的坑底。熔岩表面之上显示有一圈磨损度一般的细薄坑壁。南侧壁上横跨着一座醒目的小陨坑。坑壁平均高出周边地形1110米，内部容积约有1800公里3。碗状的坑底平坦光滑，靠西侧分布有数座小撞击坑。
虽然该陨坑位于月球背面，但在某些月球摄动期间，可从地球上观察到它。

## 卫星陨石坑
按惯例，最靠近根斯巴克陨石坑的卫星坑在月图上以字母标注在该坑中心点的旁边。

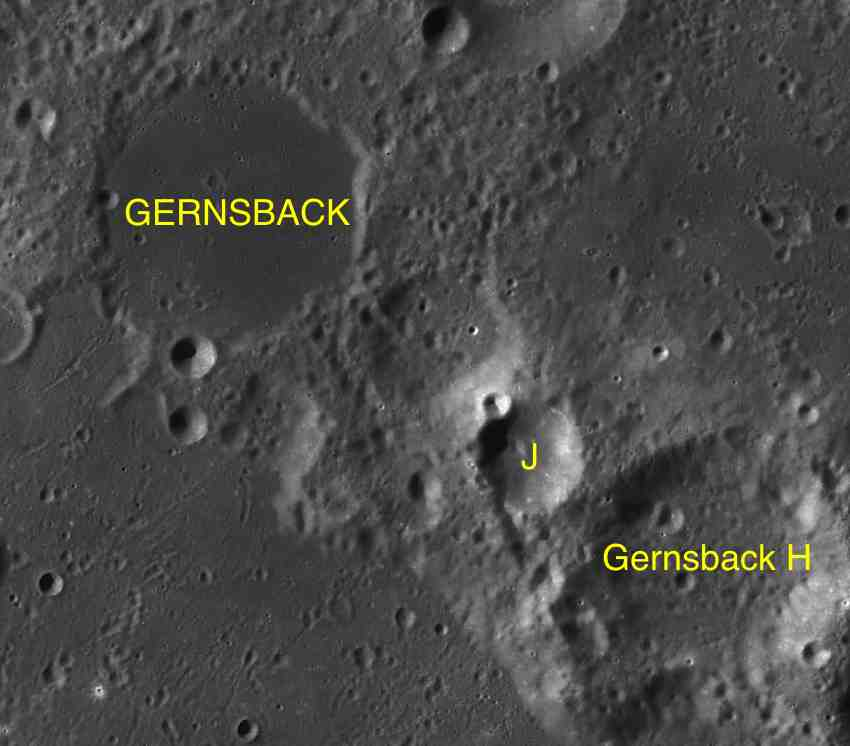
LAC-116 月图

| 根斯巴克 | 纬度    | 经度     | 直径    |
| -------- | ------- | -------- | ------- |
| H        | 38.2° S | 103.5° E | 43 公里 |
| J        | 37.7° S | 101.9° E | 18 公里 |

## 另请参阅
- Andersson, L. E.; Whitaker, E. A. . NASA RP-1097. 1982.
- Blue, Jennifer. . USGS. July 25, 2007  [2007-08-05]. （原始内容存档于2013-02-13）.
- Bussey, B.; Spudis, P. . New York: Cambridge University Press. 2004. ISBN 978-0-521-81528-4.
- Cocks, Elijah E.; Cocks, Josiah C. . Tudor Publishers. 1995. ISBN 978-0-936389-27-1.
- McDowell, Jonathan. . Jonathan's Space Report. July 15, 2007  [2007-10-24]. （原始内容存档于2012-05-26）.
- Menzel, D. H.; Minnaert, M.; Levin, B.; Dollfus, A.; Bell, B. . Space Science Reviews. 1971, 12 (2): 136–186. Bibcode:1971SSRv...12..136M. doi:10.1007/BF00171763.
- Moore, Patrick. . Sterling Publishing Co. 2001. ISBN 978-0-304-35469-6.
- Price, Fred W. . Cambridge University Press. 1988. ISBN 978-0-521-33500-3.
- Rükl, Antonín. . Kalmbach Books. 1990. ISBN 978-0-913135-17-4.
- Webb, Rev. T. W.  6th revised. Dover. 1962. ISBN 978-0-486-20917-3.
- Whitaker, Ewen A. . Cambridge University Press. 1999. ISBN 978-0-521-62248-6.
- Wlasuk, Peter T. . Springer. 2000. ISBN 978-1-85233-193-1.